# Província de Sebastián Pagador

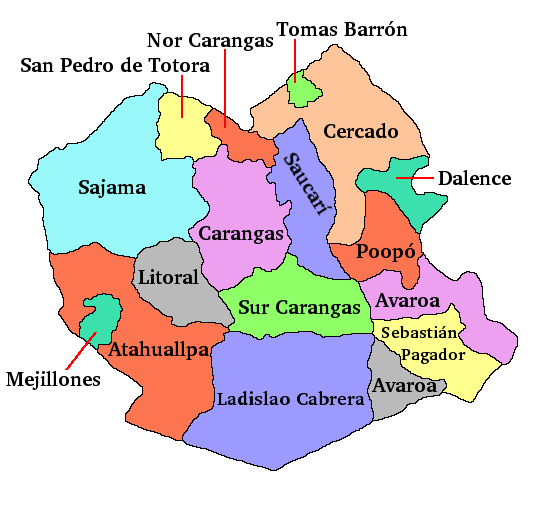
Les províncies del Departament d'Oruro.

La província de Sebastián Pagador és una de les 16 províncies del Departament d'Oruro, a Bolívia. La seva capital és Santiago de Huari.